# Stackelbergina praeclara
Stackelbergina praeclara is een muggensoort uit de familie van de dansmuggen (Chironomidae). De wetenschappelijke naam van de soort is voor het eerst geldig gepubliceerd in 1978 door Shilova and Zelentsov.